# Cladopelma edwardsi
Cladopelma edwardsi är en tvåvingeart som först beskrevs av Kruseman 1933.  Cladopelma edwardsi ingår i släktet Cladopelma och familjen fjädermyggor. Arten är reproducerande i Sverige. Inga underarter finns listade i Catalogue of Life.